# Aplidium intextum
Aplidium intextum är en sjöpungsart som beskrevs av Monniot 200. Aplidium intextum ingår i släktet Aplidium och familjen klumpsjöpungar. Inga underarter finns listade i Catalogue of Life.